# Calendari solar
El calendari solar és aquell calendari els dies del qual indiquen la posició de la Terra en la seva revolució entorn del Sol. Els calendaris construïts d'aquesta manera tenen un any de 365 dies, que ocasionalment és estès en agregar-se un dia extra en els anys de traspàs.
El calendari solar fa un seguiment del temps mitjançant els anys tròpics, que mesuren el temps entre els equinoccis de primavera. Es calcula que aquest temps és de 365 dies, cinc hores, 48 minuts i 46 segons.
El primer calendari solar va ser el calendari egipci, després d'una reforma que va substituir per aquest el tradicional calendari lunar. Els egipcis van establir-lo observant la reaparició anual de l'estrella Sirius en correspondència amb l'època d'inundacions del riu Nil. A partir d'aquí van establir un calendari de 365 dies organitzats en 12 mesos de 30 dies cadascun, als quals afegien 5 dies a finals d'any. Tanmateix, els egipcis no van ser del tots exactes en el càlcul dels dies, ja que en realitat l'any solar consta de 365 dies i un quart, i això va provocar que el seu calendari patís un decalatge progressiu. Aquesta situació no es va resoldre fins a l'any 237 aC quan Ptolemeu III va introduir un dia de traspàs cada quatre anys a través del Decret del Canopus.
La República Romana va adoptar el sistema solar l'any 45 aC per substituir el confús calendari republicà basat en el calendari lunar grec. L'impulsor de la reforma va ser Juli Cèsar, motiu pel qual va ser batejat calendari julià. El calendari julià s'organitzava en 11 mesos de 30 o 31 dies excepte febrer i introduïa un any de traspàs cada quatre anys. Es considera el precedent de l'actual calendari gregorià.
Aquest últim va ser introduït a mitjan segle XVI pel Papa Gregori XIII per corregir el lleuger decalatge del calendari julià, que amb el temps havia acumulat un error d'uns 10 dies. el temps extra havia provocat un error acumulat d'uns 10 dies. La novetat va constar en ometre els anys de traspàs quan queien en anys centurials no divisibles per 400.
Un altre calendari solar és el calendari persa. Les cultures que utilitzen calendaris solars solen ser agrícoles mentre que les que utilitzen de lunars són nòmades.